# Lo Wei
Lo Wei (12 de dezembro de 1918 - 20 de janeiro de 1996) foi um diretor e ator  do cinema de Hong Kong, conhecido por lançar as carreiras de Bruce Lee (com filmes The Big Boss e Fist of Fury) e Jackie Chan, com o filme "New Fist of Fury".
Após a morte de Bruce Lee,Wei deu a Jackie Chan sua primeira oportunidade de aparecer como protagonista em filmes, como parte da grande onda da "Bruceploitation" (o nome dado a um enorme aumento de filmes baratos com atores covers de Bruce Lee e temas semelhantes aos de seus filmes) que tinha na época. Diz-se também que ele estava relacionado com o crime organizado chinês, as Tríades.
Wei dirigiu a produtora "Lo Wei Picture Company Motion", uma filiada dos estúdios Golden Harvest.
Lo Wei faleceu de um ataque cardíaco em 20 de janeiro de 1996.

## Filmografia
- Brothers Five (1970)
- The Big Boss (1971)
- Fist of Fury (1972)
- The Black Tavern (1972)
- Kung Fu Girl (1973)
- Shaolin Wooden Men (1976)
- New Fist of Fury (1976)
- The Killer Meteors (1976)
- Snake & Crane Arts of Shaolin (1977)
- To Kill with Intrigue (1977)
- Spiritual Kung Fu (1978)
- Dragon Fist (1979)
- Fearless Hyena Part II (1983)